# Jurij Dalmatin

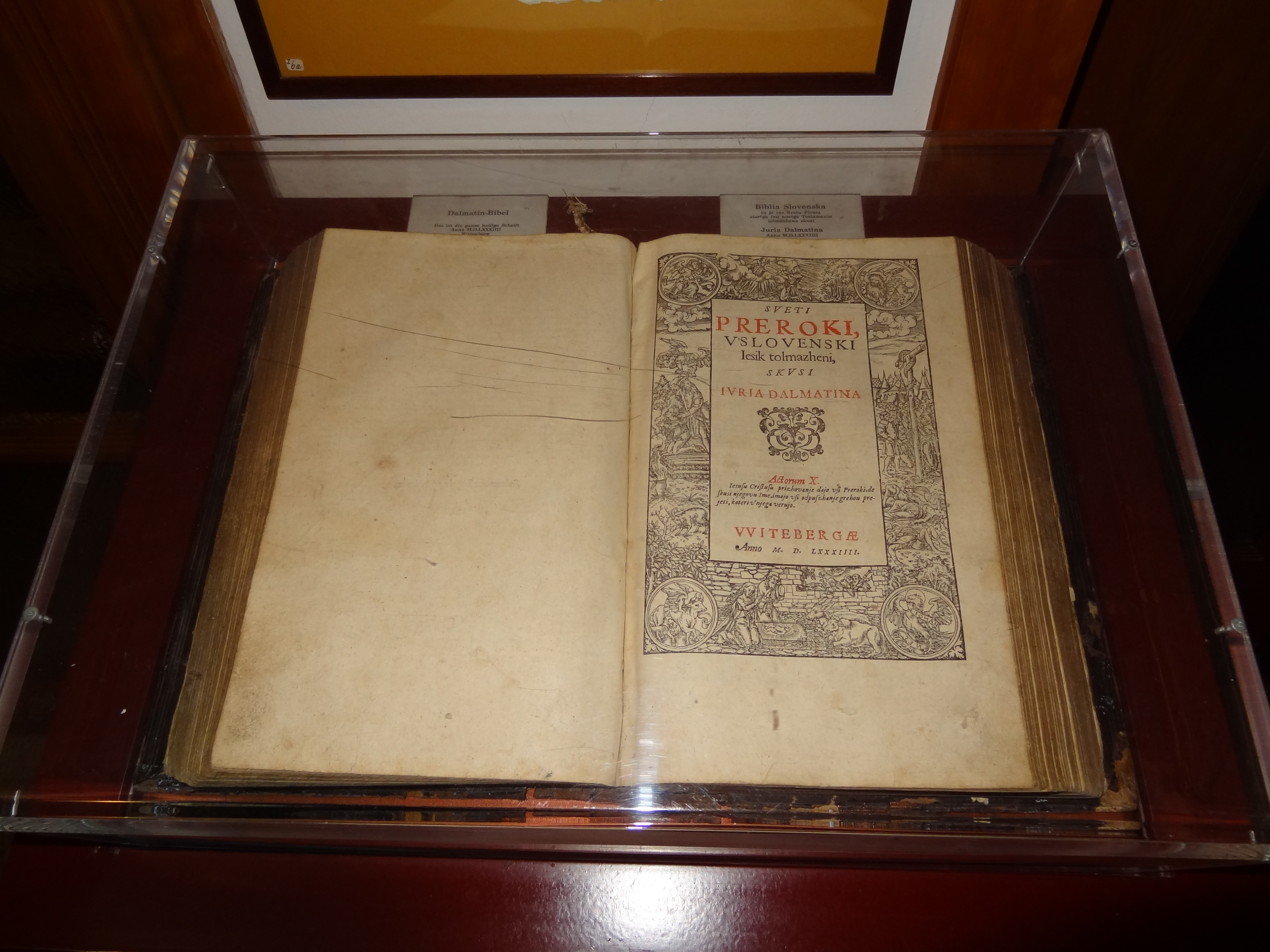
De oorspronkelijke Bijbel uit het jaar 1953, die bewaard wordt in het katholiek onderwijscentrum Sodalitas in Tinje, Karinthië te Oostenrijk.

Jurij Dalmatin (circa 1547, Krško – 31 augustus 1589, Ljubljana) was een Sloveens protestants theoloog, schrijver en vertaler.

## Leven
Dalmatin werd geboren rond 1547 te Krško. Er wordt verondersteld dat zijn voorouders weggetrokken zijn uit Dalmatië. Zijn ouders waren arm en konden zijn scholing niet financieren. Daarom werd hij tot zijn 18de thuis onderricht door Bohorič. Bohorič leidde hem op in het protestantisme. Van 1565 tot 1566 studeerde hij aan de lagere Latijnse school in Württemberg. Daarna studeerde hij van 1566 tot 1572 in Tübingen, waar hij de richting filosofie en protestantse theologie volgde. In 1572 keerde hij terug naar Ljubljana, waar hij werkte als protestants priester. Jurij zelf ondertekende alles met Dalmatin, terwijl anderen, waaronder Trubar, Dalmata schreven.
Zijn grootste prestatie was de vertaling van de Bijbel in het Sloveens. In oktober 1580 bevond de Sloveense versie zich in Graz en Klagenfurt vanwege het drukken. Het Geschrift werd voor de eerste maal gepubliceerd in 1584 te Wittenberg in het Bohorič alfabet. De originele titel van de vertaling luidde als volgt Bibilija, tu je vse svetu pismu stariga inu noviga testamenta, slovenski tolmačena skuzi Jurija Dalmatina (De Bijbel: dat wil zeggen, het gehele Heilige Geschrift van het Oude en het Nieuwe Testament, vertaald in het Sloveens door Jurij Dalmatin). Dit werk vestigde de norm voor de Sloveense standaardtaal, met later nog vernieuwingen in de woordenschat, tot de eerste helft van de 19de eeuw. Ook cultureel was dit een belangrijke gebeurtenis voor Slovenië. Deze uitgave zorgde ervoor dat ze vanaf dat moment behoorden tot de culturele ontwikkelde Europese landen. De vertaling bleef men aanhouden gedurende tien jaar zonder het gebruik van woordenboeken of andere taalboeken. 
Protestanten vervoerden de Bijbel in het geheim in vaten naar hun vaderland. Het boek werd verspreid over Krain, Stiermarken en Karinthië. Priesters van de katholieke kerk mochten Dalmatins vertaling enkel gebruiken met speciale toestemming, wanneer er geen katholieke vertaling voorhanden was.
István Küzmics gebruikte Dalmatins Bijbel tijdens het vertalen van het Nieuwe Testament in het Prekmurees. Küzmics’ boek kreeg de naam Nouvi Zákon en vernoemde Dalmatin als Dalmatin Jüri.